# نيكولاس استيبان ميدينا ريوس
نيكولاس استيبان ميدينا ريوس (بالإسبانية: Nicolás Medina Ríos) (28 مارس 1987 بسانتياغو في تشيلي - ) هو لاعب كرة قدم تشيلي في مركز الهجوم. شارك مع منتخب تشيلي تحت 20 سنة لكرة القدم. أما مع النوادي، فقد لعب مع أوساسونا ونادي أونيفرسيداد دي تشيلي ونادي إيبار ونادي كاستييون ونادي هويسكا وكوريكو يونيدو وسان ماركوس دي أريكا ‏ وديبورتيس نافال وأكاداميك صوفيا.

## وصلات خارجية
- نيكولاس استيبان ميدينا ريوس على موقع الاتحاد الدولي (مؤرشف)  (الإنجليزية)
- نيكولاس استيبان ميدينا ريوس على موقع قاعدة بيانات كرة القدم.إي يو (الإنجليزية)
- نيكولاس استيبان ميدينا ريوس على موقع Soccerway.com (الإنجليزية)
- نيكولاس استيبان ميدينا ريوس على موقع عالم كرة القدم.نت (الإنجليزية)
- نيكولاس استيبان ميدينا ريوس على موقع AS.com (الإسبانية)